# Zyfflich

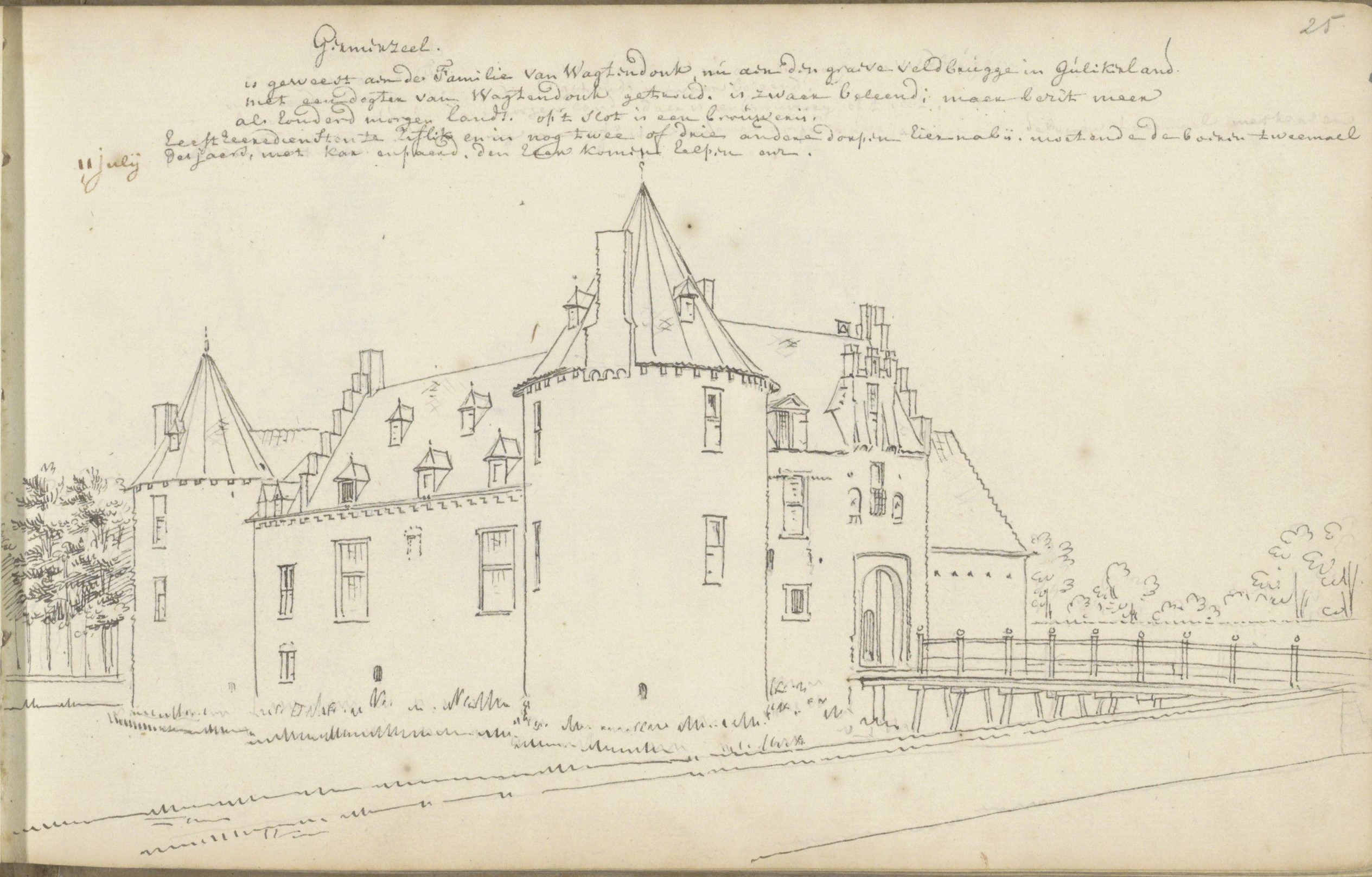
Haus Germenseel, Abraham de Haen 1731

Zyfflich is een dorpje in de Duitse gemeente Kranenburg, net oostelijk van de grens met Nederland bij Nijmegen. Op 1 januari 2018 telde Zyfflich 505 inwoners. Op 1 januari 2016 telde het dorp 511 inwoners. In oude Nederlandse bronnen wordt de plaats ook wel Zijflik of Zifflik genoemd.
Zyfflich en het iets zuidelijk gelegen Wyler zijn de meest westelijk gelegen plaatsen in Duitsland langs de grens tussen Gelderland en de Duitse deelstaat Noordrijn-Westfalen. Zyfflich ligt in de Duffelt, direct ten oosten van de Duivelsberg, het Wijlerbergmeer en het Wylermeer en iets ten zuiden van de Gelderse plaats Leuth. Het dorpje ligt aan de Jacobsweg (pelgrimsroute) van Millingen aan de Rijn naar Maastricht.

## Geschiedenis
Archeologische opgravingen duiden er op dat er al in Romeinse tijd bewoning ter plaatse van Zyfflich was. Tussen 1002 en 1021 vestigden graaf Balderik en zijn vrouw Adela in Zyfflich een stift, gewijd aan Sint-Maarten. Voor dit stift werd een kerk in Zyfflich gebouwd die nog steeds bestaat. Het kerkje bevat, ondanks de vele verbouwingen door de eeuwen heen, nog veel oorspronkelijke elementen en wordt gezien als een belangrijk voorbeeld van Ottonische architectuur in het Rijnland. Ook de burcht Mergelp op de Duivelsberg behoorde vermoedelijk tot het stift. In 1436 werd het sticht verplaatst naar Kranenburg.
In de 16e eeuw werd Haus Germenseel, zetel van de adellijke familie Wachtendonck, bij Zyfflich gebouwd. Het hoofdgebouw van dit slot was omgeven door een gracht. Het had vier vleugels en een ronde toren op elk van de vier hoeken. Al in de tweede helft van de 17e eeuw zette het verval in. Op afbeeldingen van het slot door Cornelis Pronk in 1731 zijn nog drie vleugels en twee torens te zien. Na een brand in het slot in de jaren 1820 werd het slot afgebroken.
In 1853-1855 werd een dijk (Querdamm) aangelegd om Zyfflich te beschermen tegen overstroming van de ten noorden van het dorpje gelegen Waal. Tijdens Operatie Market Garden landden Amerikaanse parachutisten op 17 september 1944 bij Zyfflich. Het dorpje werd zwaar beschadigd toen het tijdens Operatie Veritable op 9 februari 1945 door Canadese troepen werd ingenomen.
Na de oorlog, in 1949, werd een klein, onbewoond gedeelte van Zyfflich, ten westen van de dijk, geannexeerd door Nederland.

## Wetenswaardigheden
- Zyfflich staat helemaal achter in het Duitse postcodeboek
- Op het adres Zum Wyler Meer 84 in Zyfflich bevindt zich de meest westelijk gelegen woning in Duitsland langs de grens tussen Gelderland en Noordrijn-Westfalen
- Zyfflich is het laagste punt van Noordrijn-Westfalen
- Van 1794 tot 1810 was Zyfflich de noordelijkst gelegen plaats van Frankrijk
- Zyfflich staat bekend om het jaarlijkse groot Internationaal Blues festival dat vele muziekliefhebbers naar het dorp trekt.[3]

## Verenigingen
- Jongerenorganisatie: Kath. Jugend Zyfflich
- Schutterij: Schützengilde Zyfflich
- Voetbalvereniging: Sportverein "Sportfreunde" 1930 e.V. Wyler-Zyfflich